# Moduza procris
Espèce
Moduza procris, le Commandant, est une espèce de papillons de la sous-famille des Limenitidinae (famille des Nymphalidae). C'est l'espèce la plus commune et la plus répandue du genre Moduza.

## Répartition
Moduza procris se rencontre en Asie : Inde, Népal, Sri Lanka, Birmanie, Thaïlande, Malaisie, Sumatra, Java, Bornéo, Brunei et aux Philippines.

## Habitat
Moduza procris vit dans les clairières et le long des sentiers des forêts, du niveau de la mer jusqu'à 400 m d'altitude.

## Description

### Imago
Le Commandant est un papillon d'une envergure de 7 à 8 cm. Le bord de ses ailes est ondulé et noir. Son aile antérieure a une couleur de fond rouge-brun avec de petits traits noirs à la base et une plage noire avec de grandes taches blanches. Son aile postérieure a aussi une couleur de fond rouge-brun avec de petits traits noirs à la base et une bande blanche.
C'est un papillon généralement solitaire au vol rapide.

### Chenille
La chenille a pour plantes hôtes des Rubiaceae : Mussaenda, Nauclea, Timonius, Uncaria…

### Chrysalide
La chrysalide ressemble à s'y méprendre à une petite feuille morte desséchée.

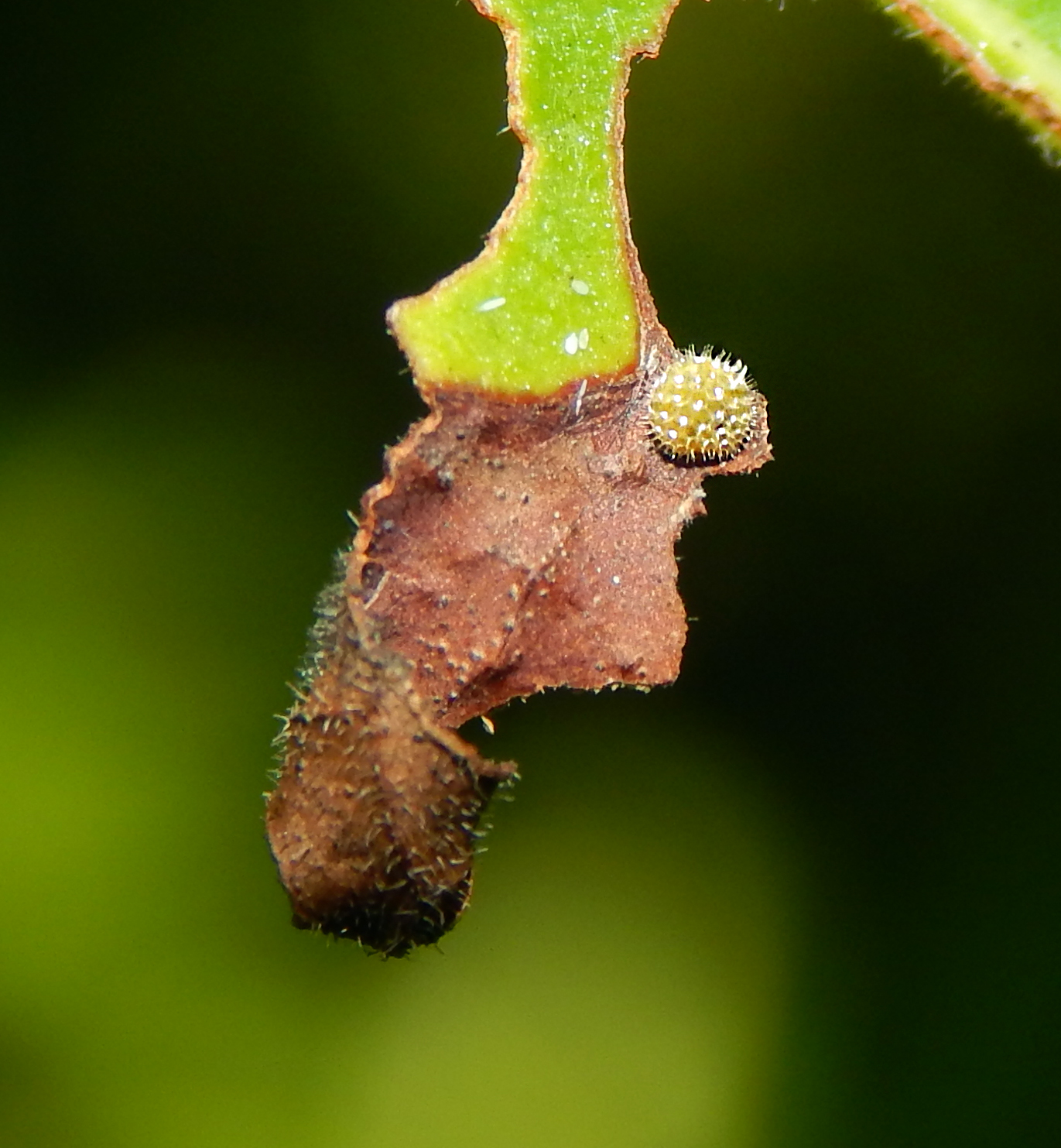
Œuf sur feuille de Neolamarckia cadamba.
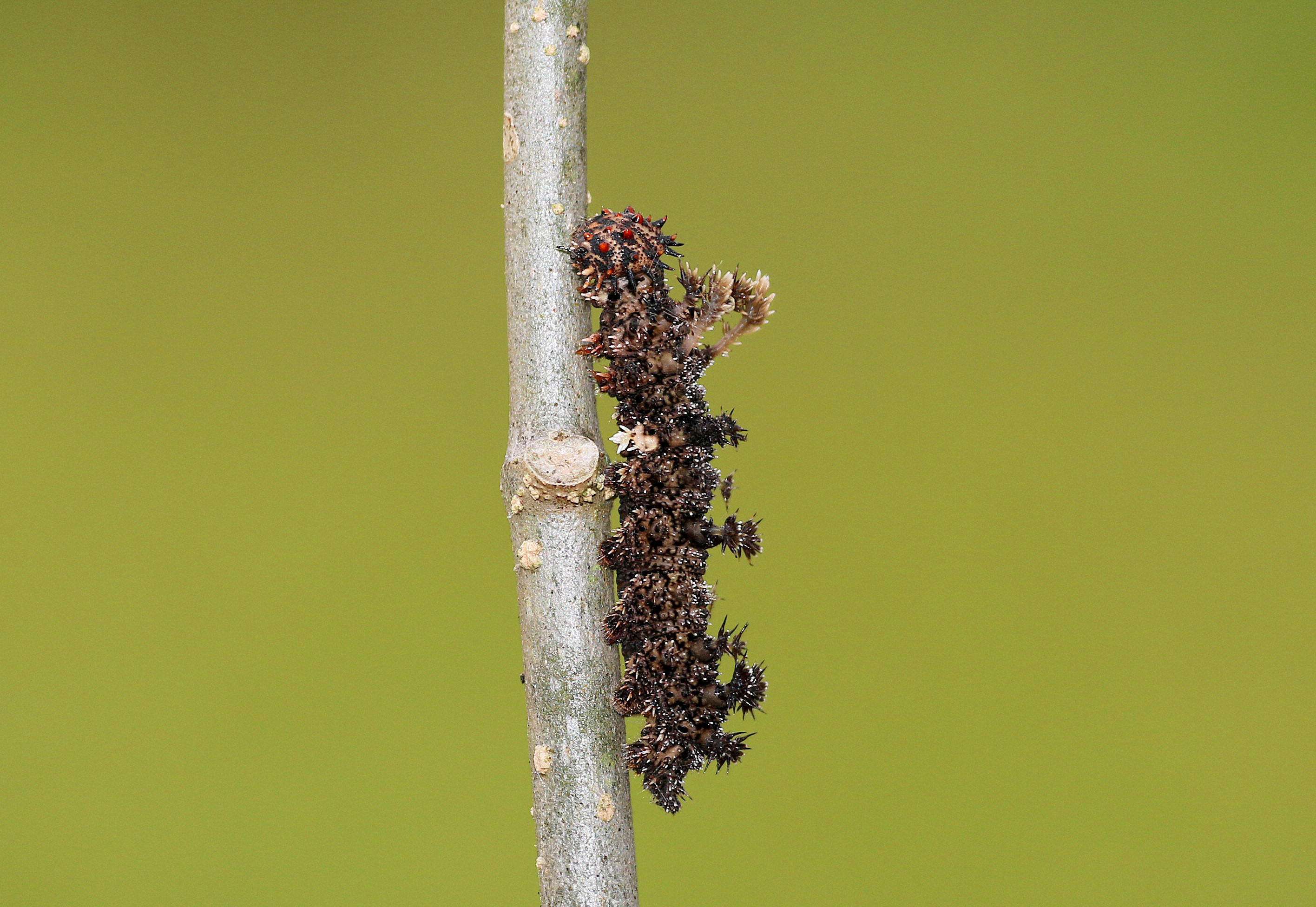
Chenille.
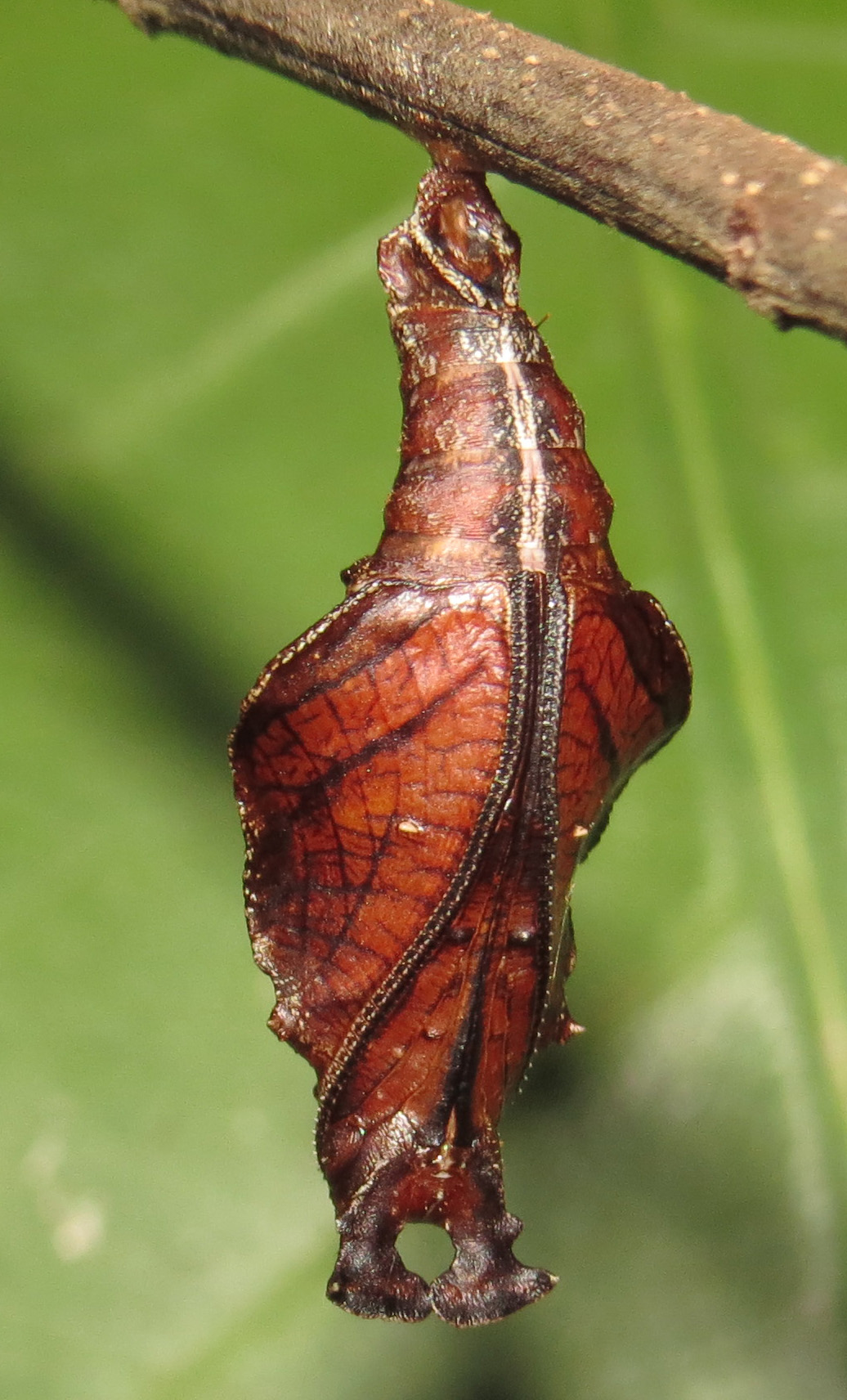
Chrysalide.
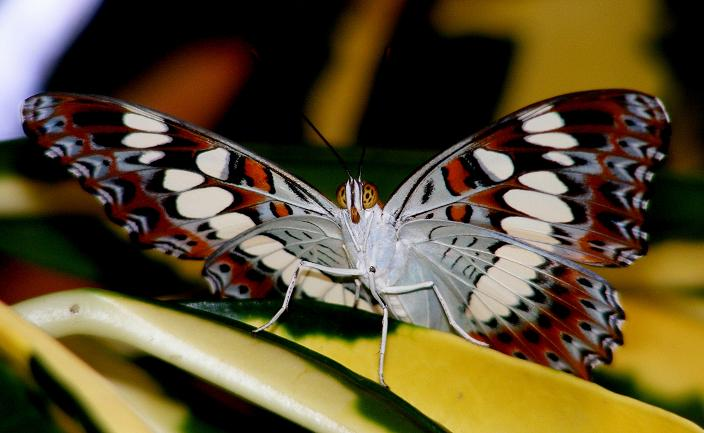
Imago, face ventrale.
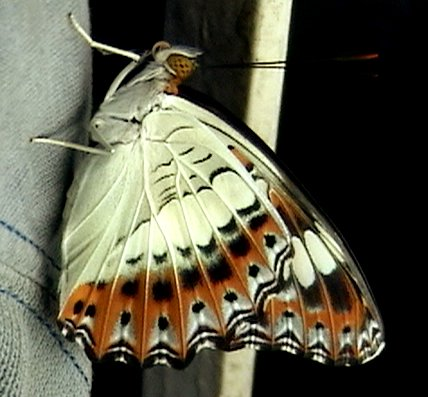
Imago, ailes repliées.

## Liste des sous-espèces
Selon BioLib (26 février 2023) :
- Moduza procris agnata (Fruhstorfer, 1896)
- Moduza procris anarta (Moore, 1877)
- Moduza procris arnoldi (Fruhstorfer, 1898)
- Moduza procris bankana (Fruhstorfer, 1913)
- Moduza procris batuna (Fruhstorfer, 1906)
- Moduza procris calidosa (Moore, 1858)
- Moduza procris florensis (Fruhstorfer, 1913)
- Moduza procris floresiana (Fruhstorfer, 1906)
- Moduza procris futao Hanafusa, 1990
- Moduza procris milonia (Fruhstorfer, 1906)
- Moduza procris minoe (Fruhstorfer, 1906)
- Moduza procris natunensis Hanafusa, 1990
- Moduza procris neutra (Fruhstorfer, 1897)
- Moduza procris procris (Cramer, 1777)
- Moduza procris sumbana (Fruhstorfer, 1913)
- Moduza procris sumbawana (Fruhstorfer, 1913)
- Moduza procris tioma Eliot, 1978
- Moduza procris undifragus (Fruhstorfer, 1906)

## Systématique
Le nom valide de ce taxon est Moduza procris (Cramer, 1777).